# 马萨雷特
马萨雷特，是西班牙卡斯蒂利亚-拉曼恰瓜达拉哈拉省的一个市镇。总面积56平方公里，总人口64人（2001年），人口密度1人/平方公里。